# Limosina setilaterata
Limosina setilaterata är en tvåvingeart som beskrevs av Papp 1973. Limosina setilaterata ingår i släktet Limosina och familjen hoppflugor.
Artens utbredningsområde är Mongoliet. Inga underarter finns listade i Catalogue of Life.